# GIFT from SMAP
『GIFT from SMAP』(ギフト フロム スマップ)は2012年12月5日から2013年1月6日までの期間限定でSMAP SHOPでのみ発売された、SMAPの曲である。
この曲は2012年12月24日に開催された「GIFT of SMAP -CONCERT TOUR'2012-」の札幌ドーム公演で披露された。
CDの発売日（SMAP SHOPの営業開始日）と同日には『GIFT of SMAP CONCERT'2012（DVD)』の通常仕様とSMAP SHOP限定仕様が発売された。